# Gudrun Lehmann
Gudrun Lehmann (gebürtig Bedal; * 6. Januar 1943 in Hof (Saale)) ist eine deutsche Politikerin von Bündnis 90/Die Grünen. Von 1994 bis 1998 gehörte sie dem Bayerischen Landtag an.

## Leben
Gudrun Lehmann wurde als erstes von drei Kindern des Malers, Graphikers, Heimatforschers und Museumsgründers Karl Bedal geboren. Die beiden Bauhistoriker Konrad Bedal und Albrecht Bedal sind ihre jüngeren Brüder. Sie ist verheiratet, hat vier Kinder und lebt in Schwarzenbach an der Saale im Landkreis Hof.
Sie absolvierte eine Ausbildung als Textildesignerin und als Erzieherin. Sie war 1980 Gründungsmitglied von Bündnis 90/Die Grünen. Lehmann gehörte für Bündnis 90/Die Grünen von 1989 bis 2002 dem Kreistag des Landkreises Hof an. 1994 wurde sie im Wahlkreis Oberfranken in den Bayerischen Landtag gewählt.
1998 schied Lehmann aus dem Landtag aus und widmete sich neben ihrem Beruf als Erzieherin verstärkt ihrer Arbeit als stellvertretende Vorsitzende der GEW Bayern und des von ihr gegründeten Vereins Ökoregio Egrensis e. V.
Aus gesundheitlichen Gründen kann sie sich seit 2003 ihrem beruflichen und gesellschaftspolitischen Engagement nicht mehr widmen.